# 雅恩·姬達

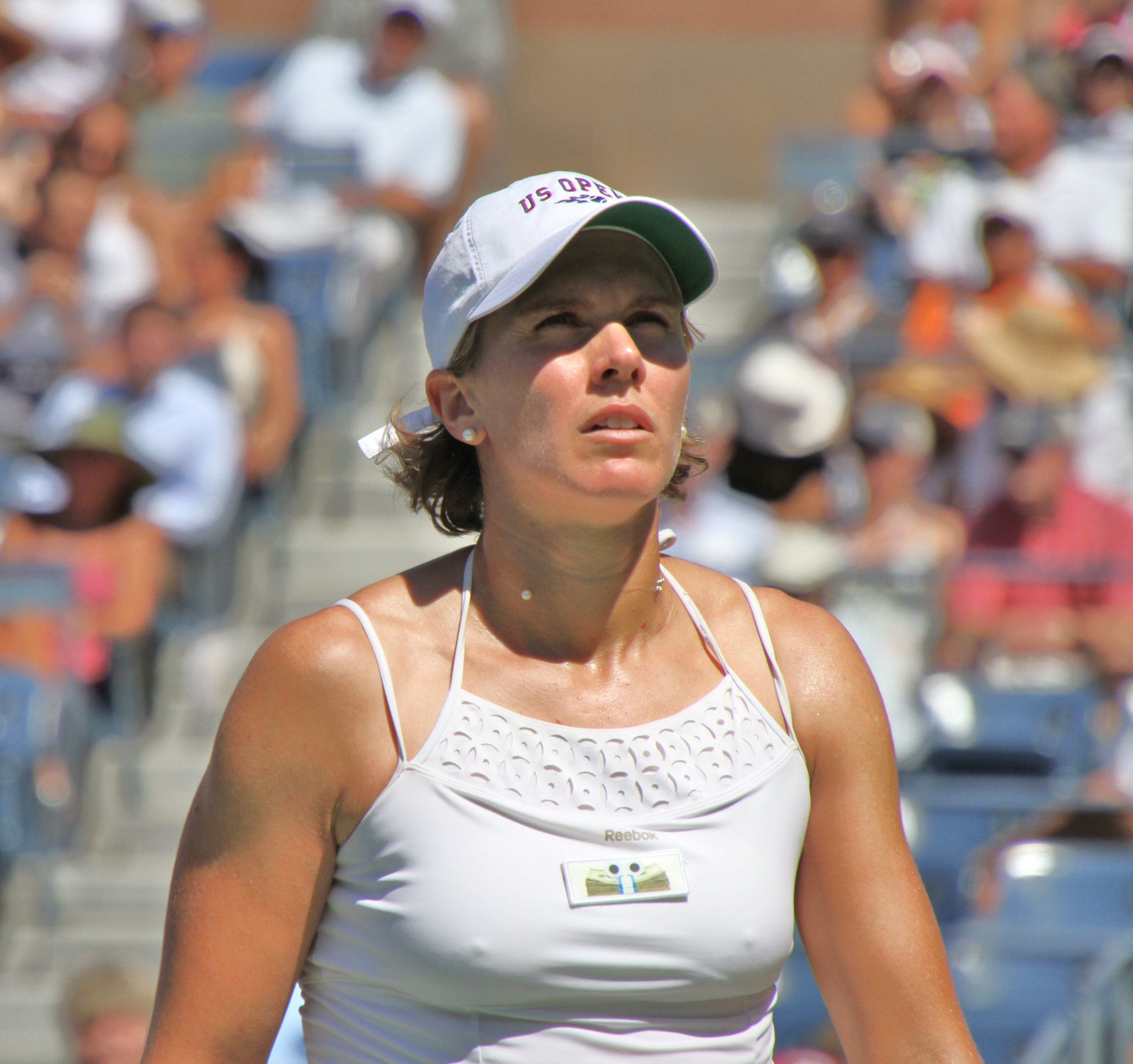
2010年

雅恩·姬達（Arn Gréta，1979年4月13日—）是匈牙利女子網球選手之一，她曾代表過德國參加賽事。
她在2007年的Estoril （页面存档备份，存于）取得第一個單打冠軍後，於四年後（2011年）的奧克蘭再下一城；在此期間內擊敗了包括俄羅斯的瑪麗亞·莎拉波娃以及比利時的雅尼娅·维克梅耶尔等多位對手。

## 資料來源
1. ↑  請參閱此人在WTA官網內的"Biography"一欄 的存檔，存档日期2011-01-09.

## 外部連結
- 雅恩·姬達的国际女子网球协会官方資料（英文）
- 雅恩·姬達的國際網球總會 職業／青少年 官方資料（英文）
- Fed Cup - Player profile - Greta ARN (HUN) （页面存档备份，存于）